# Fonds chinois de la bibliothèque municipale de Lyon
Le fonds chinois de la Bibliothèque municipale de Lyon compte plus de 60 000 documents chinois des XXe et XXIe siècles.

## Description
Le fonds chinois de la Bibliothèque municipale de Lyon compte plus de 60 000 documents chinois des XXe et XXIe siècles, dont environ un millier de titres de périodiques et cent mètres linéaires d’archives.

## Provenances
Le fonds initial provient du don des collections de l’Institut franco-chinois de Lyon en 1977. Il a été enrichi par des dons ultérieurs : Jacques Guillermaz, Michelle Loi, Collection jésuite des Fontaines, Michel Soymié, Li Tche-Houa, Danielle Li, Jacques Pimpaneau. Il est également enrichi par des achats et des dons réciproques avec des partenaires chinois.